# Operação Sangaris

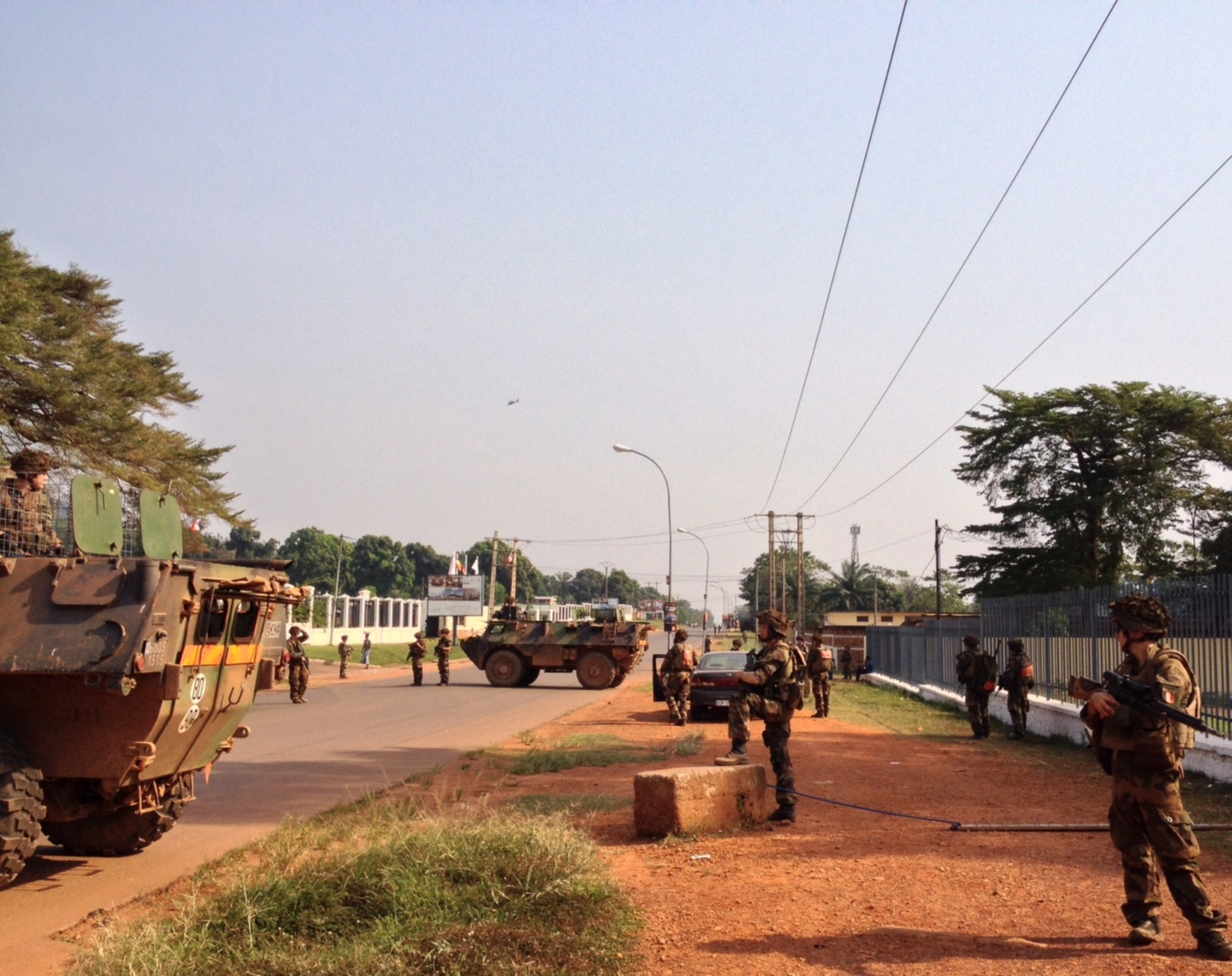
Tropas francesas posicionadas em Bangui em 22 de dezembro de 2013.

Operação Sangaris (em francês:  Opération Sangaris) foi uma intervenção militar das Forças Armadas da França na República Centro-Africana do final de 2013 até 2016. Foi a 7.ª intervenção militar francesa desde a independência do país em 1960.  Em 30 de outubro de 2016, a França anunciou o termino oficial da Operação Sangaris. 

## Contexto
No final de 2012, o presidente François Bozizé solicitou assistência internacional da França e dos Estados Unidos para afastar o Séléka, um movimento rebelde que avançou para os arredores da capital de Bangui.  O Séléka é um movimento nortista muçulmano lutando contra os sulistas católicos. Em março de 2013, Michel Djotodia depôs Bozize do poder e tornou-se o primeiro presidente muçulmano do país.
Em outubro de 2013, começaram os combates entre os elementos de Séléka e as milícias cristãs chamadas anti-balakas e o Estado perdeu sua capacidade de manter a ordem. 
As Nações Unidas e o governo francês começaram a expressar preocupações sobre um potencial genocídio.
Em 5 de dezembro de 2013, a Resolução 2127 foi unanimemente votada pelo Conselho de Segurança das Nações Unidas para permitir que uma Missão Internacional Africana de Apoio a República Centro-Africana (MISCA) fosse implantada por 12 meses para restaurar a ordem e acabar com as tensões religiosas.  O MISCA foi apoiado por forças francesas autorizadas a utilizar os meios necessários.

## Controvérsias

### Reações internacionais
A opinião pública e os meios de comunicação ficaram divididos sobre a operação. O jornal argelino Liberté denunciou a Sangaris como uma nova instância da política Françafrique e descreveu a operação como percebida "na África e em outros lugares como uma manobra da França para se afirmar no cenário mundial". O britânico The Times,  por outro lado, declarou a França "admirável" por sua vontade de intervir e prevenir uma catástrofe humanitária. Para o jornal burquinense L'Observateur paalga a França seria acusada de "neocolonialismo e de imperialismo" ao se comprometer e de "não assistência às pessoas em perigo" caso permanecesse neutra, mas foi finalmente forçada a agir como a "polícia da África" pela falta de implicação dos Estados da região.

### Alegações de abuso sexual
Em abril de 2015, um relatório vazado da ONU revelou que os investigadores dos direitos humanos receberam reclamações de crianças de nove anos, que vivam em campos de deslocados internos, que haviam sido exploradas sexualmente, inclusive por estupro e sodomia, por soldados franceses em troca de comida.  Outras reivindicações surgiram em março de 2016, incluindo alegações de que um comandante francês tinha amarrado quatro meninas, despidas, em um acampamento, e as forçado a fazer sexo com cães.